# King Crimson
猩红之王或绯红之王是一只起源于英国伦敦的前卫摇滚乐队，成立于1968年,在1970年代初期的前卫摇滚运动和许多当代艺术家中都具有影响力。在其整个历史上已经经历了8大个成员变动，其中有21个音乐人曾经或认识当中成员；至2020年10月的成员为：Robert Fripp，Jakko Jakszyk，Tony Levin，Mel Collins，Pat Mastelotto，Gavin Harrison，Jeremy Stacey。 Fripp是唯一一个从创团至今从未离队的成员，并被认为是乐队的领导和驱动力。他们在VH1的100位最伟大的硬式摇滚艺术家中排名87。尽管他们被认为是一个开创性的前卫摇滚乐队(一种以器乐部分的扩展和复杂歌曲结构为特征的流派)，但他们通常选择与该流派保有距离，并且影响了好几代前卫和迷幻摇滚乐队，他们也一直被认为对后世的另类金属，硬核金属以及实验/噪音音乐家有着不小的影响。
由失败的迷幻流行三重奏Giles,Giles and Fripp发展而来的最初的深红之王是早期前卫摇滚形成的关键，并强烈影响和改变了像Yes和Genesis这样的当代音乐。[3]他们的首张专辑《在猩红之王的宫廷里(In the Court of the Crimson King)》（1969）至今仍然是他们最成功且最具影响力的专辑，其中包含了爵士，古典和实验音乐的元素，是目前世界上最被认可的第一张前卫摇滚唱片。[4] 他们于1969年在伦敦海德公园为滚石乐队举行了开幕式表演之后获得了持续的关注。继《追随海神(In the Wake of Poseidon)》（1970年）和不太成功的室内爵士风格的《蜥蜴(Lizard)》（1970年）与《群岛(Islands)》（1971年）之后，为了寻找并表达自己对欧洲摇滚即兴演奏的理念，深红之王进行了重组并更换了他们的乐器（用小提琴和不寻常的打击乐器替代了萨克斯管）并在随后的作品《肉冻中的百灵鸟舌(Larks' Tongues in Aspic)》 (1973), 《漆黑无星的夜空Starless and Bible Black》 (1974) 和 《红(Red)》 (1974)中达到了创作的高峰，弗里普随后于1974年解散了该乐队。
1981年，深红之王重组并进行了音乐方向和乐器方面的另一次改革（乐队首次混合了英美两国的音乐家，再加上双吉他和来自加麦兰音乐的元素，辅以后朋克和纽约极简主义的影响力），这次重组持续了三年，并最终发行了三张专辑《秩序(Discipline)》（1981），《 打击(Beat)》（1982）和《三个完美的一对(Three of a Perfect Pair )》（1984）。再次中断了达十年之久后，Fripp于1994年复活了该乐队并称之为“双重三重奏(Double Trio)”的六重奏(Sextet)，将其70年代中期和80年代的演奏手法通过与MIDI技术所提供的新创意相结合后，深红国王再次复苏了三年并发行了录音师专辑《Thrak》（1995）。深红国王随后在2000年再次重聚，这次他们成为了一个更另类的金属乐形式的四重奏（或称“双重二重奏(Double Duo)”），并于2000年发行了专辑《光的构造（Construkction of Light）》以及2003年发行了《达成信任的力量（Power to Believe）》。在进一步的人员改组后，乐队扩展为双鼓手形式的五重奏以庆祝他们的2008年巡回演唱会40周年。
在2009年到2012年的又一次中断之后，深红之王再次于2013年重组，他们这一次是由非同寻常的三位前排鼓手以及自从1972年后的萨克斯风/长笛回归阵容的七重奏(随后增至八重奏)。现如今深红之王依然继续他们的巡回演出并发行现场专辑，并极大地重新编排和诠释了乐队整个生涯中的音乐。
自1997年来，深红之王中的几位音乐家不断追寻和探索乐队的各个方面的工作通过一个名为《音乐计划（The Projekct）》的一系列音乐探索项目将其表达出来。

## 乐队历史

### 起源
1967年8月，从青葱时期就开始在不同职业乐队中担任职业音乐人的来自英格兰多赛特郡的Michael Giles (鼓手) and Peter Giles (贝斯手)两兄弟发布了一条招聘歌唱风琴师加入他们的新乐队。同样来自多赛特郡的Robert Firpp，一个不唱歌的吉他手，对他们做出了回应，于是三人结成了名为Giles, Giles and Fripp的乐队。由于他们是以一种怪异的流行歌曲和复杂的乐器演奏为基础进行创作的，乐队录制了几首并不成功的单曲以及一张专辑The Cheerful Insanity of Giles, Giles and Fripp。乐队始终在成功的边缘徘徊，并进行了几次广播和电视露面，但从未能够发行出一首取得商业突破的关键性的热曲。
为了扩大他们的声音，三人招募了Ian McDonald担任键盘，簧管以及木管乐器的演出。McDonald带来了他当时的女友，费尔波特协定(Fairport Convention)的前任歌手Judy Dyble，但两人旋即分手，而Judy Dyble立马退出了乐队。McDonald随后引入了与他一同写歌的抒情诗人、作词家、艺术策略师Peter Sinfield。他们两的伙伴关系早在1968年Sinfield仍在乐队Creation的时候就开始了，彼时McDonald对Sinfield说到：“Peter,我不得不告诉你你的乐队是没有希望的，但是你确实能写出一些蛮不错的歌词的，你愿意跟我一起来创作一些歌曲么？”同时，Fripp也去观看了Clouds在伦敦马奎尔俱乐部（Marquee Club）的演出，他们的表演激发了Fripp将古典旋律以及爵士即兴融入他的歌曲创作的想法。于是对继续追求Peter Giles式的那种怪诞流行风格的创作不再感兴趣的Fripp推荐了他的朋友，作为歌手和吉他手的Greg Lake加入以取代Peter Giles或者Fripp本人。Peter Giles随后称Fripp这一行为为“可爱的政治运动”，但是他也对乐队的失败感到失望和低落旋即退出了乐队而Lake代替他成为了贝斯手和主唱。

### 1968-1969：深红之王的宫殿（In the Court of the Crimson King）
深红之王的第一个阵容是在1968年11月30日的伦敦组成的，并于1969年1月13日正式改名为深红之王(King Crimson)。乐队的名字是由Sinfield创造的，它并不是恶魔王子别西卜（Beelzebub）的代名词。（据Fripp所说，Beelzebub是将阿拉伯语"B'il Sabab"英语化后的结果，意为有目标的人（the man with an aim））从历史和词源上来讲，“深红之王”可以表示为任意一名在他统治期间发生了内乱和大量流血事件的君主；同时这张专辑也是在全球范围内对美国在东南亚的军事介入的强烈谴责中首次登场的。在本张专辑中，尽管Lake和Fripp也有一些贡献，然而McDonald才是负责了主要的编曲；Sinfield则写了歌词并且设计和操作了乐队的舞台灯光而被称为声音与视觉（sounds and visions）。McDonald建议乐队购买了合成器（Mellotron）并且使用它创造了管弦乐摇滚的音效，这一灵感来源于忧郁蓝调合唱团（the Moondy Blues）。Sinfield这样描述深红之王：“如果声音听起来很流行，那铁定是出局的。所以它不得不很复杂，而它的和弦也不得不更为宽泛，它也不得不具备奇怪的影响力。如果听起来像是太简单了，我们就得让它更为复杂，所以我们就用7/8或者5/8的拍子进行了演奏，这不过是为了炫技。”
深红之王于1969年7月5日终于在为滚石乐队（the Rolling Stones）于1969年7月伦敦海德公园估计50万人参加的免费演唱会的暖场活动中首次亮相并取得了突破性的表现。首专《深红之王的宫殿（In the Court of the Crimson King）》由小岛唱片（Island Records）于1969年10月发行。Fripp后来将其描述为“一炮走红”和“1970年纽约酸性唱片”（尽管Fripp和Giles断言该乐队从未使用过迷幻药）。这张专辑得到了皮特·汤申（Pete Townshend）的公开称赞，后者将其称为“不可思议的杰作”。在这张专辑里，其开头的《21世纪精神病患者（21st Century Schizoid Man）》被描述为开创了另类摇滚和垃圾摇滚的先河，同时其余较为柔和的歌曲则被描述为具有“空灵(ethereal)”和“几乎神圣（almost sacred）”的感觉。与当时的英美以蓝调为基础的硬式摇滚形成鲜明对比的是，深红之王用了一种更为欧洲的方式将古代与现代融为一体。所有五位成员对音乐宽泛的理念都对乐队产生了影响，这些元素包括有浪漫主义与现实主义时期的古典乐、由吉米·亨德里克斯（Jimi Hendrix）领军的迷幻摇滚、民间、爵士、军事音乐（部分受到了McDonald担任陆军音乐家的启发）、即兴创作、维多利亚时代和英国流行乐。
在英格兰各地演出之后，乐队以各种流行乐和摇滚乐的形式在美国巡演。他们第一场演出是在佛蒙特州普莱恩菲尔德的戈达德学院（Goddard College），他们原始的声音震惊了当代的听众和评论家，而乐队内部的创作紧张也开始浮现出来。Giles和McDonald竭尽全力的去面对深红之王取得快速成功和展开巡回演出的事实并对乐队的前进的方向感到不安。尽管Fripp在乐队中既非主要的作曲家也非主唱，他还是表现出他作为乐队驱动力和代言人的特质，带领着深红国王逐渐进入更为黑暗且激烈的音乐领域。Giles和McDonald则更加偏爱轻柔和浪漫的音乐风格，他们对于自己在队伍内部的位置感到越来越不适，并在乐队美国的巡演中提出了退出的想法。Fripp也为了挽留他认为是深红之王的最为重要的组成的二人也提出了辞职。但是Giles和McDonald认为他对于乐队更为重要于是他们更应该离开。该阵容于1969年12月16日在旧金山的菲尔莫西举行了他们的最后一场演出。这一巡演的现场录音于1997年以专辑《墓志铭（Epitaph）》发行。

### 1970-1971：“间断”与追随海神（In the Wake of Poseidon）和蜥蜴（Lizard）
在首次美国巡演之后，深红之王处于一种不断调整的状态之中，各种各样的人员变化，巡演计划受阻，难以找到满意的音乐方向。这一时期后来被称之为间断（interregnum），这是对当时深红之王没有能够处在正确的位置之上的一句玩笑。Fripp成为乐队唯一一个留下来的音乐家，而Sinfield则将他的创作才能拓展到了合成器（synthesizer）的使用上。
Fripp和Sinfield于1970年录制了第二张深红之王的专辑《追随海神（In the Wake of Poseidon）》，Giles兄弟重新被找回来负责节奏部分，爵士钢琴家Keith Tippett和Circus乐队的萨克斯演奏家Mel Collins则作为特邀音乐家。这次他们考虑招聘Elton John作为歌手，但最终否决了这一想法。在离开深红之王后组建了乐队爱默生、雷克与帕玛（Emerson, Lake and Palmer）的Lake表示同意演唱除了"Cadence and Cascade"之外的所有歌曲以交换使用深红之王的扩音系统，而"Cadence and Cascade"则最终由Fripp的朋友Gordon Haskell演唱。虽然Tippett被邀请加入乐队，但是他更愿意担任录音室合作者的身份与乐队进行单场演出。《追随海神（In the Wake of Poseidon）》在1970年5月发行后在英国排名第4，在美国排名31.它收到了一些人的批评，被认为与他们的第一张专辑太过于相似。在没有音乐家来演奏新专辑中的音乐的情况下，Fripp和Sinfield说服Haskell作为主唱和贝斯手加入，并且聘请Andy McCulloch作为鼓手，保留Collins作为萨克斯管手，笛手以及偶尔的键盘手。
在第三张专辑《蜥蜴（Lizard）》的创作过程中，Haskell和McCulloch没有对作品的方向发表过意见，Fripp和Sinfield自己创作了这张专辑，并邀请了Tippett，Mark Charig担任短号，Nick Evans担任长号，Robin Miller担任双簧管和英文协奏作为额外的音乐家参与团队，Haskell唱歌并演奏贝斯。是（Yes）乐队的Jon Anderson也被邀请为专辑同名歌曲Lizard的第一部分《鲁伯特王子的苏醒（Prince Rupert Awakes）》中献唱，因为Fripp和Sinfield认为这一部分超出了Haskell的范围和风格。《蜥蜴（Lizard）》具有比以前的专辑更强的前卫爵士乐和室内古典风格的影响力，同时兼有Sinfield通过EMS VCS3合成器处理和失真声音的前期实验风格。它同时还有着来自Sinfield的复杂歌词，以及一首来自通过解体披头士（Beatles）乐队而来的编码歌曲，他的第二面几乎被器乐的室内套件演出所占据用来描述中世纪的战斗及其最终的结局。《蜥蜴（Lizard）》于1970年12月发布，在英国排名29，在美国排名113。被回顾性的描述为“后天的品味（acquired taste）”，《蜥蜴（Lizard）》并不符合更具节奏感和蓝调倾向的Haskell和McCulloch的口味，二人发现自己很难与音乐产生联系。Haskell在拒绝演唱带有失真和电子效果的现场演出后激烈地退出了乐队，McCulloch也随后离开了乐队。Fripp和Sinfield不得不再次招募新的成员。

### 1971-1972：群岛（Islands）乐队
在开始寻找新的音乐家之后，Fripp和Sinfield召回了Collins并招募到了鼓手Ian Wallace，歌手的试镜则包含有Bryan Ferry和John Gaydon，但最终花落Raymond "Boz" Burrell。贝斯手John Wetton也被邀请加入，但是他当时以想要为了与家人一起玩而拒绝。Rick Kemp也拒绝加入，这使得Fripp和Wallace不得不教Burrell演奏贝斯而非继续歌手的试镜。尽管Burrell以前没有弹过贝斯，但是他节奏吉他的经验足以支撑他学习这种乐器。随着这次阵容的完善，深红之王开始了他们自1969年以来的第一次巡演。尽管音乐会受到了广泛的好评，可是由于音乐理念和生活方式上的差异，Collins，Wallace和Burrell开始疏远了无毒品的Fripp，Fripp开始不再与队友们社交，乐队中弥漫着更为紧张的气氛。
1971年深红之王的新阵容创作了《群岛(Islands)》。专辑受到了Miles Davis的管弦乐以及Gil Evans和Homer的《奥德赛（Odyssey）》合作的松散影响，也在风格上显现出Fripp（Fripp更偏向于例如水手的故事（Sailor's Tale）里所展现的更加苛刻的乐器风格和更有戏剧性的mellotron以及班卓琴风格的吉他技巧）与Sinfield（Sinfield偏爱更柔和更具质感的爵士民谣风格，并希望乐队向Miles Davis的方向前进）的分裂。《群岛(Islands)》的独特还表现在《海鸥之歌（Prelude: Song of the Gulls）》中的弦乐齐奏，不规则节奏和蓝调启发式的《路上的女人（Ladies of the Road）》。据说乐队的一名成员将《群岛(Islands)》中较为精致和沉思的部分形容为“妖精的狗屎（airy-fairy shit）”。《群岛(Islands)》发行于1971年12月，在英国排名30，在美国排名76。在一段时间的群岛巡演后，Fripp以音乐理念差异以及对其失去了共同创作的兴趣为由要求Sinfield离开乐队。由于Fripp拒绝将其他成员的作品纳入乐队的曲目，其余的成员再一次排练后迅速的退出了乐队。后来Fripp将此成为“质量控制（quality contro）”，一个认为深红国
之王会表演“正确的（right kind）”音乐的理念。
深红之王于1972年进行了改革，以履行其巡演的承诺，并在随后打算解散。在1972年1月至2月不同时期的北美巡演中的唱片于1972年6月以名为《大地（Earthbound）》的现场专辑的形式发行。但是因其音质不佳且演奏风格偶尔趋于放克，即兴演奏时发出嘶哑的声音等情况受到了广泛的批评。此时，由于Wallace、Burrell和Collins偏爱节奏布鲁斯的风格，Fripp与其他的乐队成员之间有着明确的音乐裂痕。尽管他们的关系在1972年的巡演中有所改善（大部分成员仍希望能够将乐队继续下去），但是因为Fripp认为现任成员不想也不能演出他所想到的新的素材，Fripp还是选择与现有的乐队成员分道扬镳并打算招募新成员重新组建深红之王。

## 成員

### 现任成员
| 图像                              | 姓名           | 活跃年代                                          | 演奏乐器                                                                         | 发行专辑 |
| --------------------------------- | -------------- | ------------------------------------------------- | -------------------------------------------------------------------------------- | --- |
| Robert Fripp.jpg                  | Robert Fripp   | 1968–1974 1981–1984 1994–2003 2008–2009 2013–至今 | 吉他 键盘 合成器(Mellotron) 电子器, 采样与音效                                   | 所有 深红之王专辑 |
| Mel Collins (saxophonist).jpg     | Mel Collins    | 1970–1972 2013–present (参于1970,1974巡演)        | 萨克斯 长笛 低音长笛 合成器(Mellotron) (1971-72) 键盘 (2019-present) 和声 (1971) | 从 追随海神(In the Wake of Poseidon)  (1970) 到 大地(Earthbound)  (1972) 红(Red) （ 英语 ： Red (King Crimson album)） (1974) – 仅其中一首 路上的女士(Ladies of the Road)  (2002) 以及从 洛杉矶奥菲姆剧院现场(Live at the Orpheum)  (2015) 至今 |
| Tony levin.jpg                    | Tony Levin     | 1981–1984 1994–1998 2003 2008–2009 2013–至今      | 贝斯 查普曼琴 合成器(synthesisers) (1981-94, 2019-present) 和声                  | 从 秩序(Discipline) （ 英语 ： Discipline (King Crimson album)） (1981) 到 三个完美的配对:日本现场(Three of a Perfect Pair: Live in Japan)  (1984), 从 Vrooom  (1994) 到 既视感:日本现场(Déjà Vrooom:live in Japan)  (1996) 缺席的爱人: 蒙特利尔现场(Absent Lovers: Live in Montreal)  (1998) 墨西哥城现场(Live in Mexico City)  (1999) 音乐计划(The ProjeKcts)  (1999) Vrooom Vrooom  (2001) 从 洛杉矶奥菲姆剧院现场(Live at the Orpheum) (2015) 至今 |
| Pat Mastelotto (2941840100).jpg   | Pat Mastelotto | 1994–2003 2008–2009 2013–至今                     | 电子鼓 爵士鼓 打击乐器                                                           | 从 Vrooom (1994) 到 既视感:日本现场(Déjà Vrooom:live in Japan) (1996), 从 墨西哥城现场(Live in Mexico City) (1999) 到 Vrooom Vrooom (2001), 从 为你不得不为了什么开心而开心(Happy with What You Have to Be Happy With) (2002) 至今 |
| Gavin Harrison.jpg                | Gavin Harrison | 2008–2009 2013–至今                               | 电子鼓 爵士鼓 打击乐器                                                           | 从 洛杉矶奥菲姆剧院现场(Live at the Orpheum) (2015) 至今 |
| JMJI2014.jpg                      | Jakko Jakszyk  | 2013–至今                                         | 吉他 键盘 (2019-至今) 长笛 主唱                                                  | 从 洛杉矶奥菲姆剧院现场(Live at the Orpheum) (2015) 至今 |
| Jeremy Stacey (percussionist).jpg | Jeremy Stacey  | 2016–至今                                         | 爵士鼓 键盘                                                                      | 从 英雄(Heroes) (2017) 至今 |

### 前任成员
| 头像                                                                    | 姓名                  | 活跃年代                                | 演奏乐器                                                                                                 | 专辑贡献 |
| ----------------------------------------------------------------------- | --------------------- | --------------------------------------- | --- | --- |
| Emerson, Lake & Palmer 03.jpg                                           | Greg Lake             | 1968–1970 (去世于 2016)                 | 贝斯 主唱                                                                                                | 深红国王的宫殿(In the Court of the Crimson King) (1969) 追随海神(In the Wake of Poseidon) (1970) 墓志铭(Epitaph)  (1997) |
|                                                                         | Michael Giles         | 1968–1969、1970(录音室专辑)             | 爵士鼓 打击乐 和声                                                                                       | 深红国王的宫殿(In the Court of the Crimson King) (1969) 追随海神(In the Wake of Poseidon) (1970) 墓志铭(Epitaph)  (1997) |
| Ian McDonald (2009).jpg                                                 | Ian McDonald          | 1968–1969、1974(录音室专辑)             | 萨克斯 长笛 单簧管 低音单簧管 键盘 合成器(mellotron) 颤音器 和声                                         | 深红之王的宫殿(In the Court of the Crimson King) (1969) 红(Red) (1974) – 仅其中两首 墓志铭(Epitaph) (1997) |
| Peter_Sinfield_in_Genoa,_2010.jpg                                       | Peter Sinfield        | 1968-1971                               | 作词 专辑视觉 合成器 (1970-71)                                                                           | 从深红之王的宫殿(In the Court of the Crimson King) (1969) 到 岛(Islands)  (1971) |
| Gordon+Haskell.jpg                                                      | Gordon Haskell        | 1970 (1970(录音室专辑)) (去世于 2020)}} | 贝斯 主唱                                                                                                | 追随海神(In the Wake of Poseidon) (1970) – 仅其中一首 蜥蜴(Lizard)  (1970) |
|                                                                         | Andy McCulloch        | 1970                                    | 爵士鼓                                                                                                   | 蜥蜴(Lizard) (1970) |
| Ian Wallace, Sherman Oak, California 2005.jpg                           | Ian Wallace           | 1970–1972 (去世于 2007)                 | 爵士鼓 打击乐器 和声                                                                                     | 岛(Islands) (1971) 大地(Earthbound) (1972) 路上的女士(Ladies of the Road) (2002) |
| Boz Burrell 1 - Bad Company - 1976.jpg                                  | Raymond "Boz" Burrell | 1971–1972 (去世于 2006)                 | 贝斯 主唱                                                                                                | 岛(Islands) (1971) 大地(Earthbound) (1972) 路上的女士(Ladies of the Road) (2002) |
| Bill Bruford Utrecht 2008.jpg                                           | Bill Bruford          | 1972–1974 1981–1984 1994–1997           | 爵士鼓 电子鼓 打击乐器                                                                                   | 从 肉冻中的百灵鸟舌(Larks' Tongues in Aspic)  (1973) 到 既视感：日本现场(Déjà Vrooom:Live in Japan) (1996), 从 暗夜守望(The Night Watch)  (1997) 到 音乐计划(The ProjeKcts) (1999) Vrooom Vrooom (2001) |
| John Wetton playing bass live (cropped).jpg                             | John Wetton           | 1972–1974 (去世于 2017)                 | 贝斯 主唱                                                                                                | 从 肉冻中的百灵鸟舌(Larks' Tongues in Aspic) (1973) 到 USA (1975) 大骗子(The Great Deceiver)  (1992) 暗夜守望(The Night Watch)(1997) |
|                                                                         | David Cross           | 1972–1974                               | 小提琴 中提琴 键盘                                                                                       | 从 肉冻中的百灵鸟舌(Larks' Tongues in Aspic) (1973) 到 USA (1975) |
|                                                                         | Jamie Muir            | 1972–1973                               | 打击乐器                                                                                                 | 肉冻中的百灵鸟舌(Larks' Tongues in Aspic) (1973) |
| Adrian belew copenhagen.jpg                                             | Adrian Belew          | 1981–1984 1994–2003 2008–2009           | 吉他 主唱 偶尔 爵士鼓与打击乐器                                                                          | 从 秩序(Discipline) (1981) 到 三个完美的配对:日本现场(Three of a Perfect Pair: Live in Japan) (1984), 从 Vrooom (1994) 到 既视感:日本现场(Déjà Vrooom:live in Japan) (1996), 从 缺席的爱人: 蒙特利尔现场(Absent Lovers: Live in Montreal) (1998) 到 Vrooom Vrooom (2001), 以及从 为你不得不为了什么开心而开心(Happy with What You Have to Be Happy With） (2002) 到 睁大双眼(Eyes Wide Open) (2003) |
| Tampere Jazz Happening 2005 - KTU.jpg                                   | Trey Gunn             | 1994–2003                               | 触摸吉他 查普曼琴 和声 贝斯 (1999–2003)                                                                  | 从 Vrooom (1994) 到 既视感:日本现场(Déjà Vrooom:live in Japan) (1996), 从 墨西哥城现场(Live in Mexico City) (1999) 到 Vrooom Vrooom (2001), 以及从 为你不得不为了什么开心而开心(Happy with What You Have to Be Happy With） (2002) 到 睁大双眼(Eyes Wide Open) (2003) |
| Robyn Hitchcock & Venus 3 @ Merriweather Post Pavilion June 8, 2009.jpg | Bill Rieflin          | (由于去世而离队) 短暂休息期:            | 键盘, 合成器(synthesisers) (2013–2020) 合成器(mellotron) (2016–2020) 爵士鼓,电子鼓，打击乐器 (2013–2016) | 从 洛杉矶奥菲姆剧院现场(Live at the Orpheum) (2015) 到 激进行动打破猴子思维(Radical Action to Unseat the Hold of Monkey Mind)  (2016) 芝加哥现场(Live in Chicago)  (2017) 崩溃：墨西哥城现场(Meltdown: Live in Mexico City)  (2018) |

## 深红之王唱片目錄
深红之王從1969創立至今共分别發行過13張錄音室專輯，15張現場專輯，13張精選專，6張迷你專輯，10首單曲，6張影片專輯以及8張大盒合集

### 錄音室專輯
- 《In the Court of the Crimson King》（1969年10月10日）
- 《In the Wake of Poseidon》（1970年5月15日）
- 《Lizard》（1970年12月10日）
- 《Islands》（1971年12月3日）
- 《Larks' Tongues in Aspic》（1973年3月23日）
- 《Starless and Bible Black》（1974年3月29日）
- 《Red》（1974年10月6日）
- 《Discipline》（1981年9月22日）
- 《Beat》（1982年6月18日）
- 《Three of a Perfect Pair》（1984年3月27日）
- 《THRAK》（1995年4月3日）
- 《The construKction of light》（2000年5月23日）
- 《The Power to Believe》（2003年2月24日）

### 现场专辑
- 《大地(Earthbound)》录制：1972年2月11日至3月10日；发行：1972年6月9日
- 《美国(USA)》录制：1974年6月28日至30日；发行：1975年5月3日
- 《大骗子(The Great Deceiver)》录制：1973年至1974年；发行：1992年10月30日
- 《B'Boom:阿根廷现场(B'Boom: Live in Argentina)》录制：1994年；发行：1995年8月22日
- 《Thrakattak》录制：1995年；发行：1996年
- 《墓志铭(Epitaph)》录制：1969年；发行：1997年
- 《暗夜守望(The Night Watch)》录制：1973年11月23日；发行：1997年
- 《缺席的爱人:蒙特利尔现场(Absent Lovers: Live in Montreal)》录制：1984年7月11日；发行：1998年6月23日
- 《墨西哥城现场(Live in Mexico City)》录制：1996年8月2日至4日；发行：1999年
- 《音乐计划(The ProjeKcts)》录制：1997年至1999年；发行：1999年10月26日
- 《重型构造(Heavy Construkction)》录制：2000年；发行：2000年5月至7月
- 《Vrooom Vrooom》录制：1995年6月30日至1996年8月4日；发行：2001年11月13日
- 《路上的女士(Ladies of the Road)》录制：1971年至1972年；发行：2002年11月12日
- 《导电:日本现场(EleKtrik: Live in Japan)》录制：2003年4月16日；发行：2003年
- 《洛杉矶奥菲姆剧院现场(Live at the Orpheum)》录制：2014年9月30日至10月1日；发行：2015年
- 《多伦多现场(Live in Toronto)》录制：2015年11月20日；发行2016年
- 《激进行动打破猴子思维(Radical Action to Unseat the Hold of Monkey Mind)》录制：2015年8月31日至12月21日；发行：2016年
- 《芝加哥现场(Live in Chicago)》录制：2017年6月28日；发行：2017年
- 《维也纳现场(Live in Vienna)》录制：2016年12月1日；发行：2018年
- 《崩溃：墨西哥城现场(Meltdown: Live in Mexico City)》录制：2017年7月；发行：2018年10月20日
- 《录音日记：2014-2018(Audio Diary 2014–2018)》录制：2014-2018；发行2019年9月27日

### 精选专辑
- 《A Young Person's Guide to King Crimson》（1976年3月）
- 《The Compact King Crimson》（1986年）
- 《Heartbeat: The Abbreviated King Crimson》（1991年）
- 《Frame by Frame: The Essential King Crimson》（1991年）
- 《Sleepless: The Concise King Crimson》（1993年）
- 《Cirkus: The Young Persons' Guide to King Crimson Live》（1999年5月25日）
- 《The Deception of the Thrush: A Beginners' Guide to ProjeKcts》（1999年）
- 《The Beginners' Guide to the King Crimson Collectors' Club》（2000年）
- 《The Power To Believe Tour Box》（2003年）
- 《The 21st Century Guide to King Crimson – Volume One – 1969–1974》（2004年）
- 《The 21st Century Guide to King Crimson – Volume Two – 1981–2003》（2005年）
- 《The Condensed 21st Century Guide to King Crimson》（2006年）
- 《40th Anniversary Tour Box》（2008年）
- 《The Elements of King Crimson》（2014年）
- 《The Elements of King Crimson》（2015年）
- 《The Elements of King Crimson 2016》（2016年）
- 《The Elements of King Crimson》（2017年）
- 《The Elements of King Crimson 2018》（2018年）
- 《The Elements of King Crimson 2019》（2019年）
- 《The Elements of King Crimson》（2020年）

### 迷你专辑
- 《Vrooom》（1994年）
- 《Level Five》（2001年）
- 《Happy with What You Have to Be Happy With》（200年）
- 《2014 Live EP (Cyclops EP)（英语：2014 Live EP (Cyclops EP)）》（2015年）
- 《Heroes》（2017年）
- 《Uncertain Times (2 Vinyl 10" EP)（英语：Uncertain Times (2 Vinyl 10" EP)）》（2018年）

### 单曲
- 《The Court of the Crimson King（英语：The Court of the Crimson King）》（1969年）
- 《Cat Food（英语：Cat Food (song)）》（1970年）
- 《The Night Watch（英语：Starless and Bible Black）》（1974年）
- 《Epitaph（英语：Epitaph (King Crimson song)）》（1976年）in A Young Person's Guide to King Crimson
- 《21st Century Schizoid Man》（1976年） in A Young Person's Guide to King Crimson
- 《Matte Kudasai（英语：Matte Kudasai）》（1981年）
- 《Thela Hun Ginjeet（英语：Thela Hun Ginjeet）》（1981年）
- 《Heartbeat》（1982年）
- 《Sleepless（英语：Sleepless (King Crimson song)）》（1984年）
- 《恐龙》（1995年）
- 《Sex Sleep Eat Drink Dream（英语：Sex Sleep Eat Drink Dream）》（1995年）